# Дикажев, Мухарбек Магомедгиреевич
Мухарбек Магомедгиреевич Дикажев (род. 7 апреля 1958 года) — российский государственный деятель, Председатель Народного Собрания Республики Ингушетия с 14 июля 2014 года.

## Биография
Родился в селе Мужичи (ныне — Сунженский район Ингушетии). Выпускник Ставропольского государственного университета и Академии МВД. Служил в органах внутренних дел — заместителем начальника Сунженского РОВД, помощником начальника УВД Ингушетии, заместителем министра внутренних дел Ингушетии.
Член партии «Единая Россия». В 2014 году, после смерти Магомеда Татриева, стал сначала исполняющим обязанности, а затем и Председателем Народного Собрания Республики Ингушетия.